# Camponotus longiceps
Camponotus longiceps är en myrart som först beskrevs av Smith 1863.  Camponotus longiceps ingår i släktet hästmyror, och familjen myror. Inga underarter finns listade.